# Carl Moltke (utrikesminister)

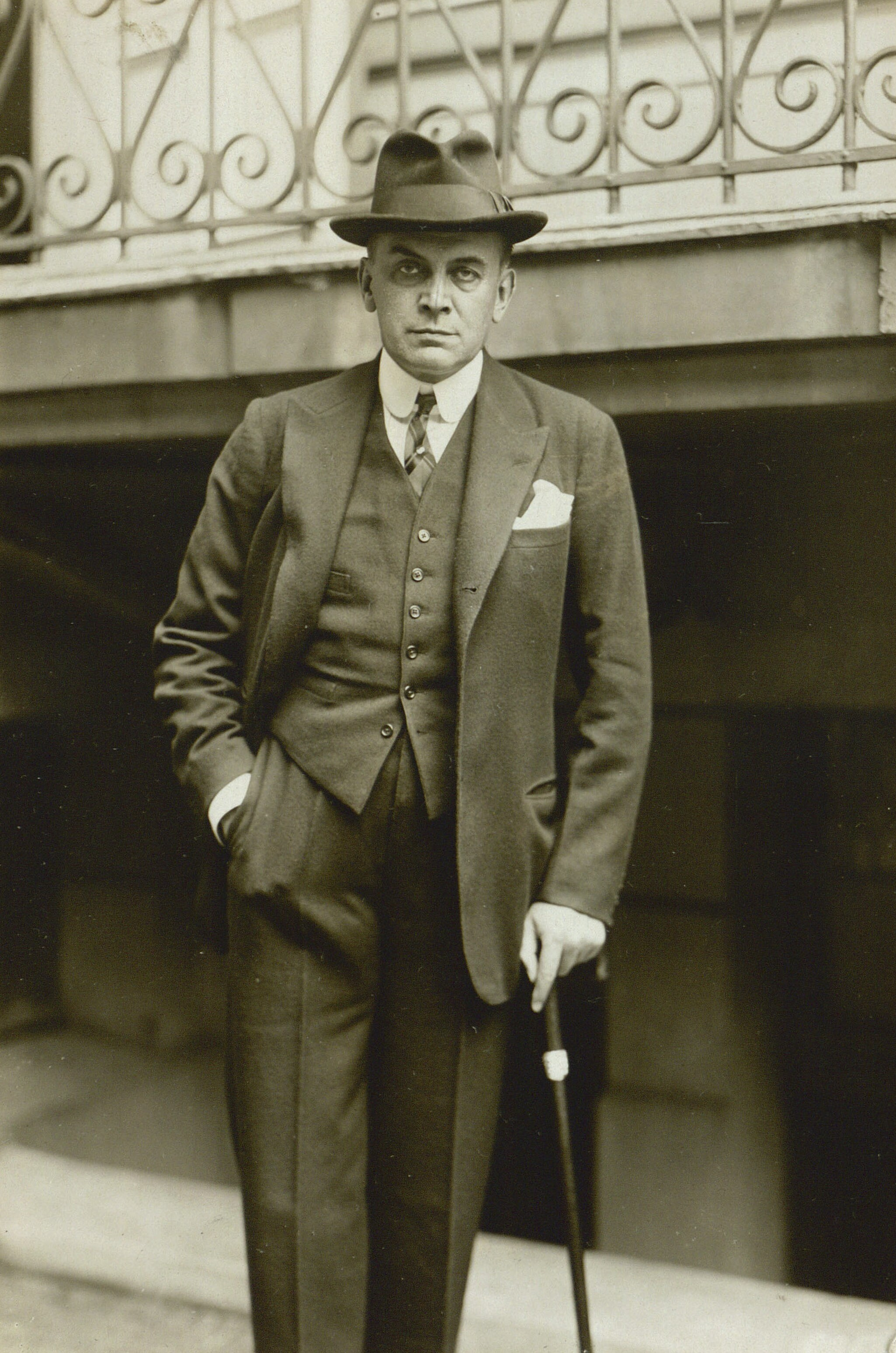
Carl Moltke.

Carl Poul Oscar Moltke, född 2 januari 1869, död 5 september 1935, var en dansk greve, ämbetsman och diplomat. Han var sonson till Carl Moltke.
Moltke var sjöofficer 1889-1901. Han blev legationssekreterare 1898, chargé d'affaires i Rom 1903 samt sändebud i Washington 1908 och i Berlin 1912. Moltke deltog 1921-22 i den dansk-tyska förhandlingarna på grund av Nordslesvigs övergång till Danmark och var 1924-26 utrikesminister i Thorvald Staunings första regering. År 1930 var han president i konferensen för tullvapenvila i Genève.